# Relações entre Irã e Paquistão
As relações entre Irão (português europeu) ou Irã (português brasileiro) e Paquistão são as relações diplomáticas estabelecidas entre a República Islâmica do Irã e a República Islâmica do Paquistão. Ambos são vizinhos, com uma extensão de 909 km na fronteira entre os dois países.
O Irã foi o primeiro país a reconhecer o Paquistão como um Estado independente, após a sua criação, em agosto de 1947. Como resultado da harmoniosa e próxima relação entre os dois países, o Xá do Irã foi o primeiro Chefe de Estado a visitar o Paquistão, em março de 1950. Os sentimentos mútuos de amizade entre estas duas nações islâmicas são baseados na sólida fundação de laços históricos que abrangem vários séculos, laços étnicos, perspectivas estratégicas compartilhadas, laços culturais estreitos, e as políticas econômicas reforçadas por uma cooperação em diversos campos, além do intercâmbio de visitas por seus líderes e altos funcionários governamentais.
Uma vez que ambos os países foram aliados com o Ocidente, liderado pelos Estados Unidos no período da Guerra Fria, tornaram-se membros do Pacto de Bagdá, em 1955, que foi renomeado como a Organização do Tratado Central, em 1959. Em 1964, Paquistão e Irã se juntaram à Turquia para estabelecer a Cooperação Regional para o Desenvolvimento. Nesta época o Irã forneceu um apoio valioso ao Paquistão na Guerra Indo-Paquistanesa de 1965.
O advento da Revolução Islâmica no Irã provocou uma mudança de paradigma na política interna e externa do Irã. Embora o Paquistão tivesse permanecido como um aliado do Ocidente, apesar das diferenças por causa de seu programa nuclear, o Irã deixou a aliança com o Ocidente e adotou uma política externa independente.
A guerra por procuração entre o Paquistão e o Irã no Afeganistão, na sequência da queda do governo de Mohammad Najibullah, em Cabul, trouxe estas relações ao maior declínio. Enquanto o Irã apoiou a Aliança do Norte, o Paquistão ofereceu apoio ao Talibã afegão.